# 베티 애커먼

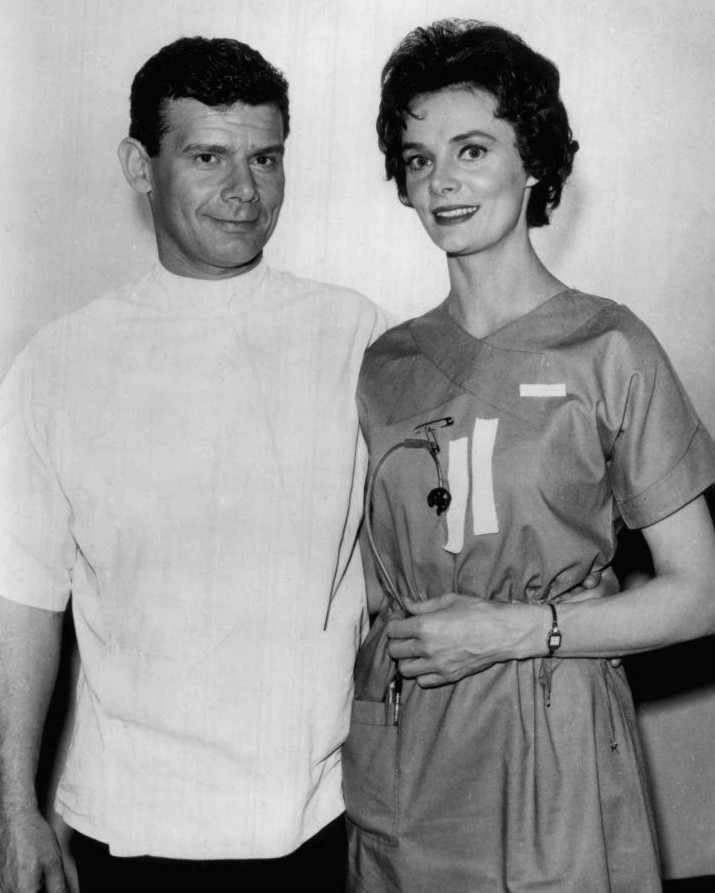

베티 애커먼(Bettye Ackerman, 1924년 2월 28일 ~ 2006년 11월 1일)은 미국의 배우, 텔레비전 배우, 영화배우이다.
사우스캐롤라이나주에서 태어났으며 컬럼비아에서 사망하였다. 사인은 뇌졸중이다.

## 영화
- 리틀 디노 2 (1994년)
- 테드 & 비너스 (1991년)
- 다이너스티 (1981년)
- 명탐정 바나비 존즈 (1973년)
- 경찰 초년병 (1972년)
- 월튼네 사람들 (1972년)
- 래스컬 (1969년)
- 닥터 게논 (1969년)
- 아이언 사이드 (1967년)
- FBI (1965년)
- 벤 케이시 (1961년)
- 페리 메이슨 (1957년)